# 3,4-Xilidina
3,4-Xilidina, ou 3,4-dimetilbenzenamina, é um composto orgânico com fórmula (CH3)2C6H3NH2. É uma amina aromática e um isômero xilidina. Apresenta-se como um sólido cristalino.

## Preparação e aplicações
O composto é preparado por duas rotas, hidrogenação de (2-clorometil)-4-nitrotolueno e reação de bromoxileno com amônia. É um precursor para a produção de riboflavina (vitamina B2).

## Segurança
Como outras xilidinas, 3,4-xilidina tem moderada toxidade com um LD50 de 812 mg/kg quando administrada oralmente em ratos.